# 多元文化電視台 (卑詩省)
多元文化電視台的卑詩省分台（英文：OMNI British Columbia 或 OMNI BC）是一個以加拿大卑詩省溫哥華為基地的電視台，以推廣多元文化為目標。該台的前身是多元視野電視台（channel m），於2003年啓播，被羅渣士傳媒收購後於2008年成為多元文化電視台（OMNI Television）的一部份。OMNI BC 的節目陣容涵蓋多種不同語言，包括粵語、普通話、旁遮普語、韓語和他加洛語等，部分時段亦以英語廣播。

## 歷史
羅渣士傳媒集團於1986年收購多倫多免費多元文化頻道CFMT（即OMNI前身）後，一直有意於溫哥華設立一條類似的頻道，並打算採用CFMT的運作模式，除播放少數族裔節目外，亦加入主流英語節目，以彌補廣告收入。另一方面，新時代集團於1995年曾一度計劃將城市電視售予羅渣士，以集中發展新時代電視。羅渣士遂於1996年向加拿大視訊委員會（CRTC）申請收購城市電視，並將之從有綫電視台轉型為地面廣播頻道，以及加入11種語言的電視節目。然而，新時代後來改變初衷，並於CRTC聽證會上表示無意放棄城市電視的牌照，計劃因此告吹，而羅渣士的申請亦於1997年被CRTC否決。
羅渣士其後於1999年向CRTC申請創立一條新的地面廣播頻道，並打算以「Local Multilingual Television」（簡稱LMTV）的名義經營此電視台。集團於2000年初公佈其具體節目編排，當中包括周一至周五晚上播出半小時的本地粵語新聞，以及與CFMT聯播半小時的全國粵語新聞，後者由CFMT主播蘇凌峰主持；而LMTV啓播初期則不設國語新聞。CRTC雖認同大溫哥華地區對免費多元文化頻道有所需求，卻同時認為維多利亞市對其第二條主流免費頻道的需求較為逼切。礙於當局是次只打算發放一個牌照，維多利亞市的第二條主流免費頻道（CIVI-TV）申請獲批，而LMTV的申請則被否決。
LMTV的申請被拒後，聯邦文化遺產部長Sheila Copps要求CRTC重新考慮於溫哥華設立免費多元文化頻道。CRTC遂於2001年決定批出此牌照，並邀請有意者競投。羅渣士再度以LMTV的名義申請牌照；另外，數名溫哥華本地商人（當中包括AM1320華僑之聲的股東賀鳴笙）亦組成Multivan集團參與角逐。

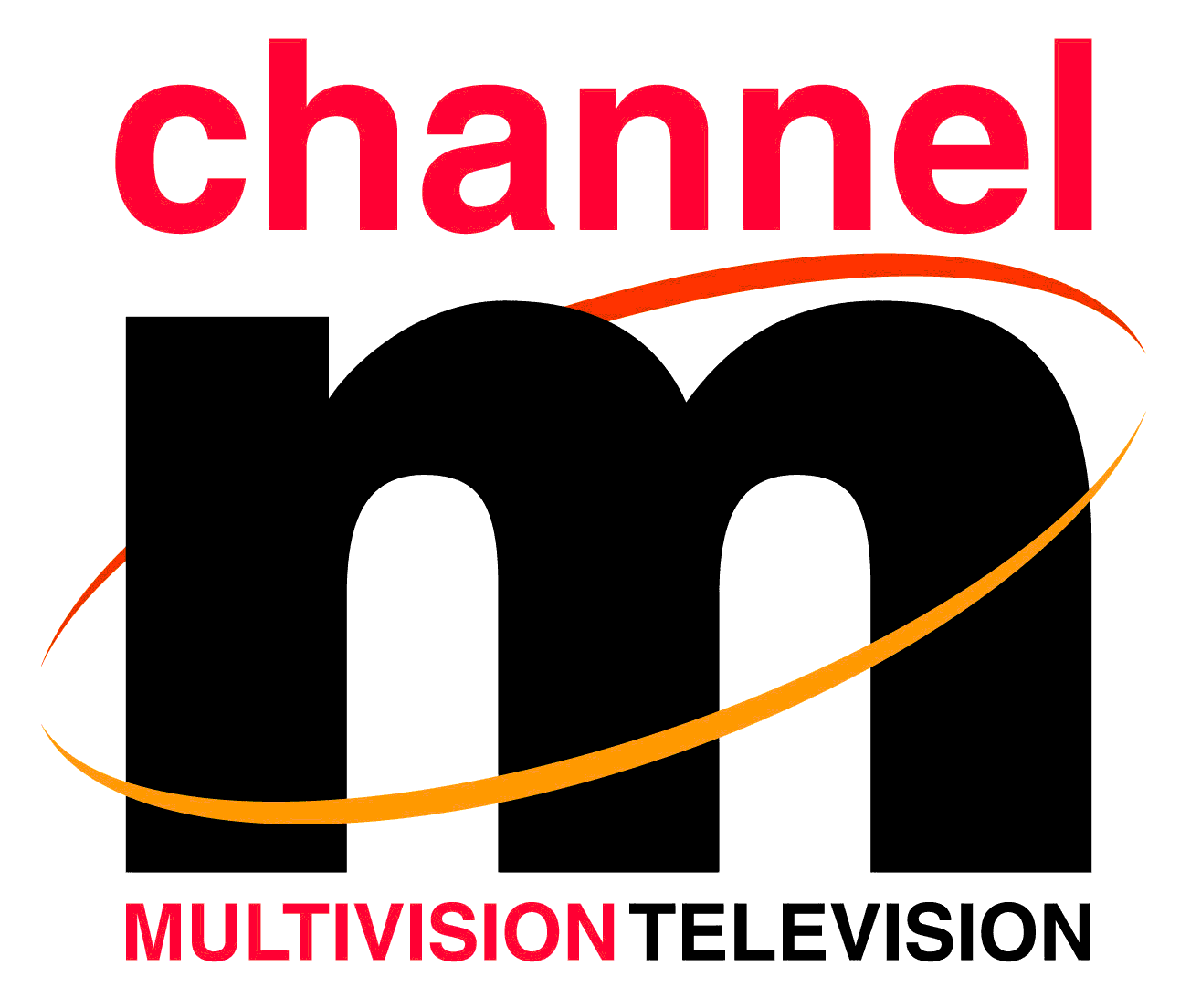
Channel M 的標誌（2003年-2008年）

CRTC最終於2002年2月14日將牌照批予Multivan；當局表示Multivan由本地少數族裔人士經營，將牌照批予該公司可更有效反映加拿大的多元文化主義，並提升加拿大少數族裔廣播行業的多樣性。Multivan隨後將頻道定名為「Channel M」，當中的「M」代表「multilingual」（多種語言）、「multi-ethnic」（多種民族）和「multicultural」（多元文化）。Channel M於2003年6月27日（亦即加拿大全國多元文化日）啟播，再於2006年在維多利亞市增設了一個轉播站。
Multivan與羅渣士於2007年再度交鋒，爭奪愛民頓與卡加利的多元文化電視台牌照；今次卻由羅渣士投得牌照。競投失敗後，Multivan有感其競爭力被大幅削弱，因此於7月7日宣佈將Channel M售予羅渣士。交易於2008年3月31日獲CRTC批准，而羅渣士則於同年4月30日接管Channel M。羅渣士亦同時出售旗下位於素里市的分台（屬宗教性質的OMNI.10）；而「OMNI」的品牌則於2008年9月1日調往Channel M。
OMNI BC 的無線數位電視訊號（CHNM-DT）於2009年12月17日以低功率啓播，無綫頻道號為UHF20台，解碼器則顯示為42.1台。2011年8月31日，OMNI BC與其他加拿大主要城市免費電視台一同終止無線類比電視廣播，全面進入數位電視時代。
Channel M／OMNI BC從2003年至2010年一直租用位於溫哥華華埠片打東街（East Pender Street）與哥倫比亞街（Columbia Street）交界處的「Channel M 中心」作其總部；頻道更名為「OMNI」後業主仍保留大樓原稱。OMNI BC後於2010年9月遷進姊妹台Citytv溫哥華分台位於福溪南岸西二街180號的廣播中心。而位於華埠的原址現在則由溫哥華電影學校所租用，業主也不再使用「Channel M 中心」來做該大樓的名稱。

## 節目

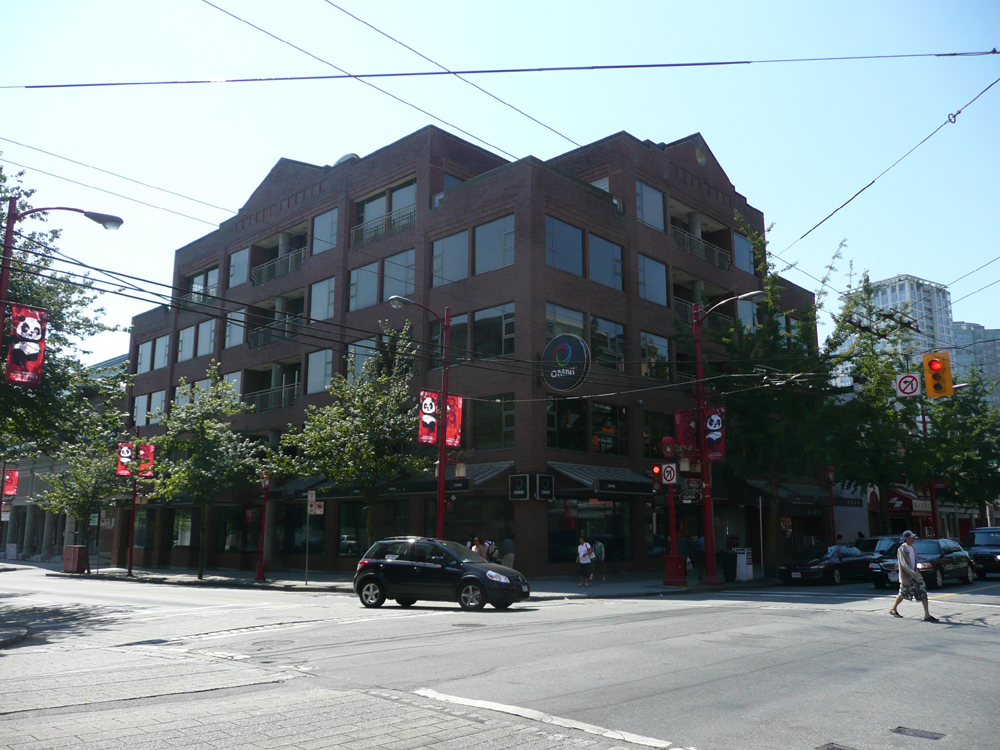
Channel M／OMNI BC的廣播大樓從2003年至2010年設於片打東街夾哥倫比亞街的 OMNI BC 大樓（Channel M 中心）

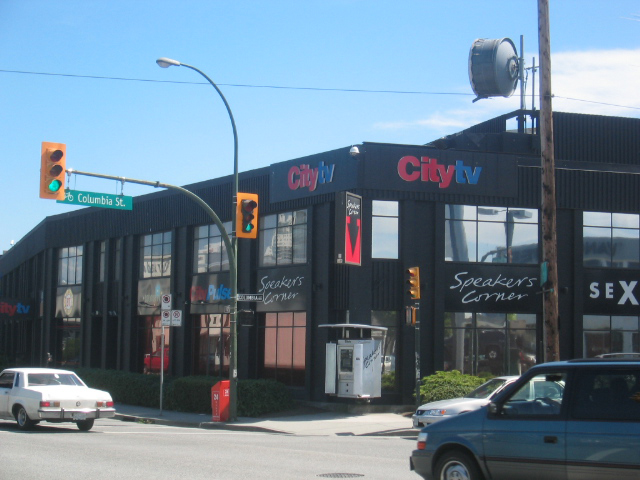
OMNI BC於2010年遷進姊妹台Citytv位於西二街180號的廣播中心

OMNI BC 現時每天播放一系列以粵語、國語及旁遮普語為主的時事及娛樂節目。

### 新聞及現場討論節目

#### 新聞節目
Channel M於2003年啓播時的新聞節目稱為《Channel M News》，新聞音樂由James Bowers提供，並與CTV電視網的溫哥華分台（CIVT-TV）達成協議，讓兩者進行新聞片段及資訊共享。新聞節目後於2005年更換片頭及資訊列設計，新聞音樂亦稍作修改。2008年加盟OMNI後新聞節目則改稱《OMNI News》，取消與CTV的共享協定，並改用多倫多OMNI兩台的片頭設計以及由Steve D'Angelo作曲的新聞音樂，但保留Channel M年代的資訊列設計。片頭及資訊列設計再於2010年更新，與安省和亞省分台全面統一視覺形象。
粵語新聞從啓播至2010年一直維持一小時廣播，初期於晚上8時播出，後來改為晚上9時，再於2010年3月29日改至下午5時播放，並於同2010年5月17日在晚上11時增設半小時長的粵語夜間新聞(後來改名為「當日新聞焦點」)。於2013年1月20日，夜間新聞調至晚上8:30播放，並更名為「八點半粵語新聞」(原本的夜間新聞時段則改以國語廣播)。國語及旁遮普語新聞於啓播初期則各佔半小時，後於2007年9月3日各自延長至一小時。另外，本台加盟OMNI後亦開始於周六晚上8時播出從多倫多製作，由郭然主持的周末國語新聞雜誌。
為配合2011年OMNI增設全國新聞，OMNI BC的粵語、國語及旁遮普語地區新聞時段各自縮短至半小時，並緊接該語言的全國新聞時段播放。此外，旁遮普語全國新聞亦由OMNI BC新聞部製作。及後至2013年1月20日，OMNI因資金短缺而取消國粵語的全國新聞，但仍保留旁遮普語的全國新聞。
本台啓播初期也曾以《Channel M News》名義每星期播放一次韓語和他加洛語新聞。韓語和他加洛語新聞後來各自改由獨立製作公司負責，並採用獨有的名稱、視覺形象和新聞音樂，而並非《Channel M News》／《OMNI News》的企業形象。然而，兩者仍採用OMNI的新聞片段，並從OMNI BC廣播大樓製播。
Channel M／OMNI BC的新聞直播室從2003年至2010年設於華埠廣播大樓的地面並採用櫥窗式設計，途人可以觀看新聞製作過程；2010年9月7日遷進福溪南岸廣播中心後則改用類似多倫多OMNI的新聞直播室設計。
2013年5月30日，羅渣士再以「資源重整」為現由，再次向OMNI新聞部開刀，關閉亞省新聞部及停播英語南亞版新聞，再宣佈停播周未版新聞。消息指總共有39名OMNI的員工被裁。而當日OMNI BC的國粵語新聞也受此影響而停播一天。相關的時段改為轉播放當日多元二台的新聞。而OMNI BC國粵語新聞部的Facebook專頁皆表示稍後OMNI BC的國粵語新聞部將會有一重大改革，相信是次停播和稍後公布的重大改革跟是次裁員有關。雖然OMNI BC的國粵語新聞於翌日恢復制作八時以及八時半的部分新聞內容，但非溫哥華地區的新聞仍需依賴轉播多元二台的新聞。6月11日，八時及八時半的國粵語的新聞經已全面恢復於溫哥華的制作，同時亦把其中一節的新聞時段改以清談，評論或財經分析的方式播放。
2014年10月6日起，OMNI BC將延播多倫多六時至七時的國粵語新聞，溫哥華的國粵語新聞時段亦分別改於晚上九時至十時播放，並於晚上十一時重播溫哥華粵語新聞。而旁遮普語的全國及本地新聞則提早至晚上八時至九時播放。
2015年5月7日，羅渣士再因資金短缺而決定將OMNI電視台跟姐妹台City電視台的製作部合併並同時裁員110人。全線OMNI新聞亦於即日停播，原本晚間新聞時段於5月11日起改以方式播映一個專注本地新聞的時事節目《OMNI焦點追擊》，而晚上八點半的旁遮普語新聞時間則改為播放一系列以旁遮普語播出的劇集。《OMNI焦點追擊》於開播時曾一度不設任何重播時間，後來粵語版的節目恢復於晚上十一時重播，而十一時半的時間亦用作重播國語版的節目。2015年6月29日，《OMNI焦點追擊》將其國語版和旁遮普語版分別提早至晚上六時和六時半首播，並於原本首播的的時間重播。而從7月6日起，晚上十一時半的重播時段則從國語版改為重播旁遮普語版。
2016年1月4日起，為方便同步播放美國真人秀The Bachelor，逄周一於晚上八時至八時半及九時到十點播放的三節《OMNI焦點追擊》順延至十時至十一時三十分播放。2月1日，OMNI再作節目調動：國語版的《OMNI焦點追擊》的六時正首播時間被取消，而旁遮普語版則延遲至晚上七時播放，晚上十一時半的重播時段則再度改回播放國語版。2016年5月1日起，《OMNI焦點追擊》節目正式命名為《OMNI都會聚焦》(OMNI Focus)。
| 語言     | 記者／主播                                                            | 首播時段                       |
| -------- | --------------------------------------------------------------------- | ------------------------------ |
| 旁遮普語 | 新聞主播：Dilbar Kang                                                 | 週一至週五晚上7:30至8:00播出   |
| 粵語     | 新聞主播：蘇嘉欣 (Karen So)                                           | 週一至週五晚上9:30至10:00播出  |
| 國語     | 新聞主播：宋娜 (Tina Song) (週一至週四) 及 張玉姬 (Yuji Zhang) (週五) | 週一至週五晚上10:30至11:00播出 |

#### 現場討論節目
該台2003年啓播時也曾經以粵語、國語和旁遮普語製作現場討論節目，但在2008年更名為OMNI後已停播。
以下為相關節目於未停播前的節目表
| 節目名稱     | 語言     | 主持                        | 播放時段            |
| ------------ | -------- | --------------------------- | ------------------- |
| 《週四對講》 | 粵語     | 麥世文（Charles Mak）       | 週四晚上9:30至10:00 |
| 《週六對講》 | 國語     | 丁果（Guo Ding）            | 週六晚上8:00至9:00  |
| 《週日對講》 | 旁遮普語 | 哈柏烈·星（Harpreet Singh） | 週日晚上9:00至10:00 |

#### 前任記者／主播
- 唐寶茵 Iris Tong（前粵語新聞主播及記者；現為人力資源顧問）
- Jasbir Singh Cheema（前旁遮普語新聞主播；於2004年離職並於同年聯邦大選代表加拿大保守黨競逐素里北選區議席）
- 王航 Carol Wang（前國語新聞主播及記者；現為環球電視Global National國語新聞主播）

## 外部連結
- （英文）官方網站
- （英文）World Beats（世界節拍）（页面存档备份，存于）